# Amel Adouani
Amel Adouani (arabe : آمال العدواني) est une femme politique tunisienne.

## Biographie
Experte en communication politique, elle est doctorante en études culturelles.
Professeure principale de la jeunesse et l'enfance, elle est, entre autres, passionnée par les médias alternatifs.
Le 8 novembre 2021, elle est nommée par la chef du gouvernement Najla Bouden comme porte-parole du gouvernement, avant que cette dernière ne se rétracte le lendemain et revienne sur cette désignation,.